# Perognathus longimembris
Perognathus longimembris är en däggdjursart som först beskrevs av Elliott Coues 1875.  Perognathus longimembris ingår i släktet fickspringmöss och familjen påsmöss. IUCN kategoriserar arten globalt som livskraftig.
Denna gnagare blir 110 till 115 mm lång, inklusive en 53 till 83 mm lång svans. Den har 15 till 20 mm långa bakfötter och 5 till 7 mm långa öron. Pälsen på ovansidan är kanelfärgad till krämfärgad, ibland med rosa skugga. Det kan finnas en mörkare längsgående strimma på ryggens topp. Svansen kan ha en mörkare ovansida eller den är enhetlig ljus. Långa hår vid svansens spets bildar en tofs. Hos Perognathus longimembris förekommer hår på främre delen av bakfötternas sula. En population från regionen kring Los Angeles var större med en absolut längd av 125 till 136 mm och en svanslängd av 65 till 78 mm.
Arten förekommer i sydvästra USA samt i nordvästra Mexiko, inklusive halvön Baja California. Habitatet utgörs av torra landskap i låglandet samt av halvöknar. Gnagaren hittas ofta i områden med växter av malörtssläktet (Artemisia).
Perognathus longimembris skapar underjordiska tunnelsystem och vilar där på dagen. Arten letar under natten efter växtdelar och den äter även insekter. Arten når i kulliga områden 750 meter över havet.
Under den kalla årstiden stannar denna fickspringmus ofta i boet och den kan bli slö eller inta ett stelt tillstånd (torpor). Arten uppsöker boets djupa delar under vintern. Den äter förrådet av frön som den förut transporterade till boet. I födan ingår bland annat frön från grobladssläktet, från ogräsmållor, från släktet Eriogonum samt från släktet svinglar. Honor har mellan januari och augusti (oftast mars till maj) en kull med 2 till 8 ungar. Dräktigheten varar 21 till 31 dagar. Ungarna diar sin mor cirka 30 dagar. Könsmognaden infaller för honor efter ungefär 50 dagar och för hannar efter cirka 150 dagar.
Perognathus longimembris täcker hela vätskebehovet med födan och den behöver inte dricka.

## Underarter
Arten delas in i följande underarter:
- P. l. pacificus
- P. l. longimembris

Wilson & Reeder (2005) skiljer mellan 16 underarter.